# Carissa macrocarpa
Carissa macrocarpa es una especie de arbusto perteneciente a la familia de las apocináceas. Es originaria del sur de África. Produce frutos comestibles.

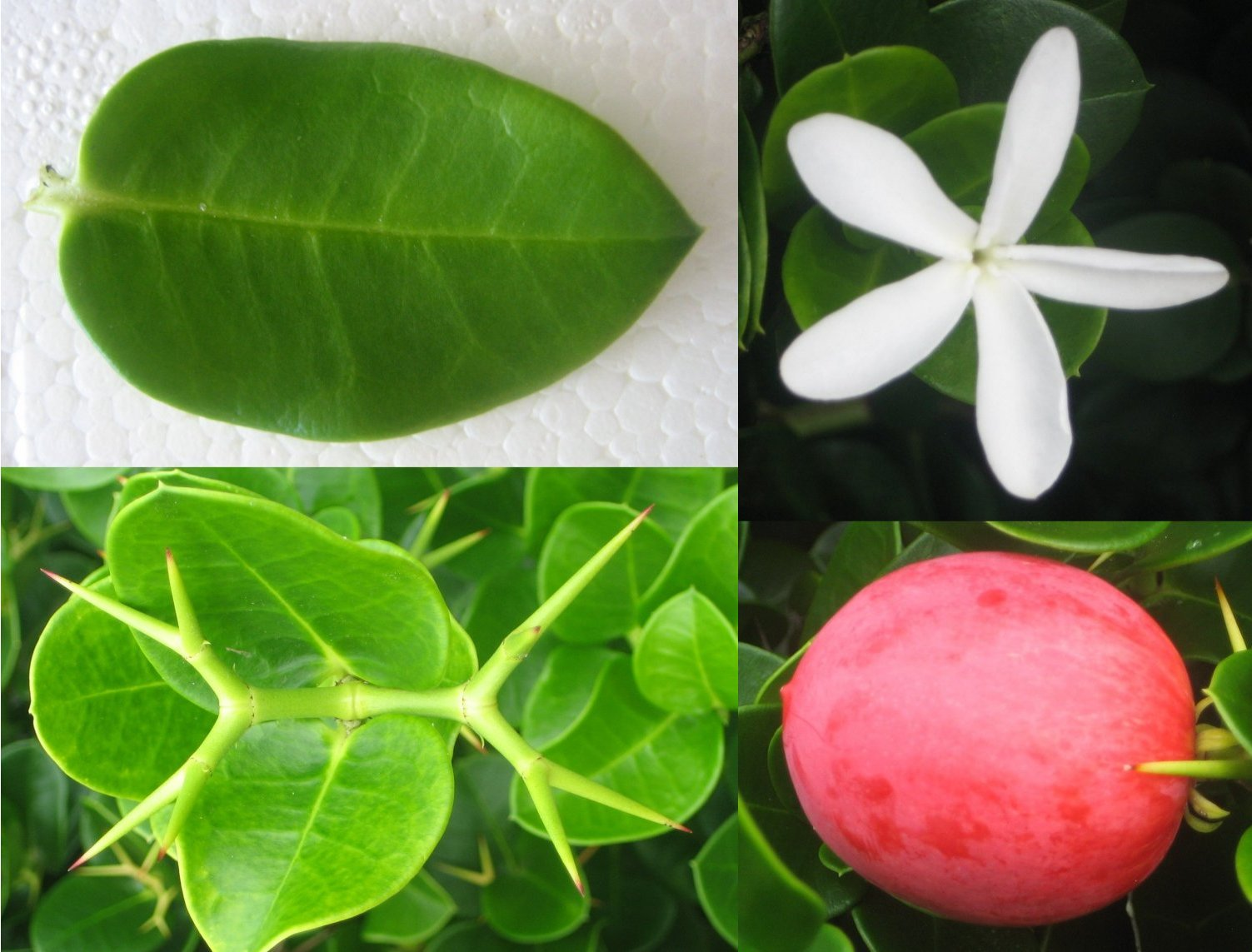
Hojas, flor y fruto.

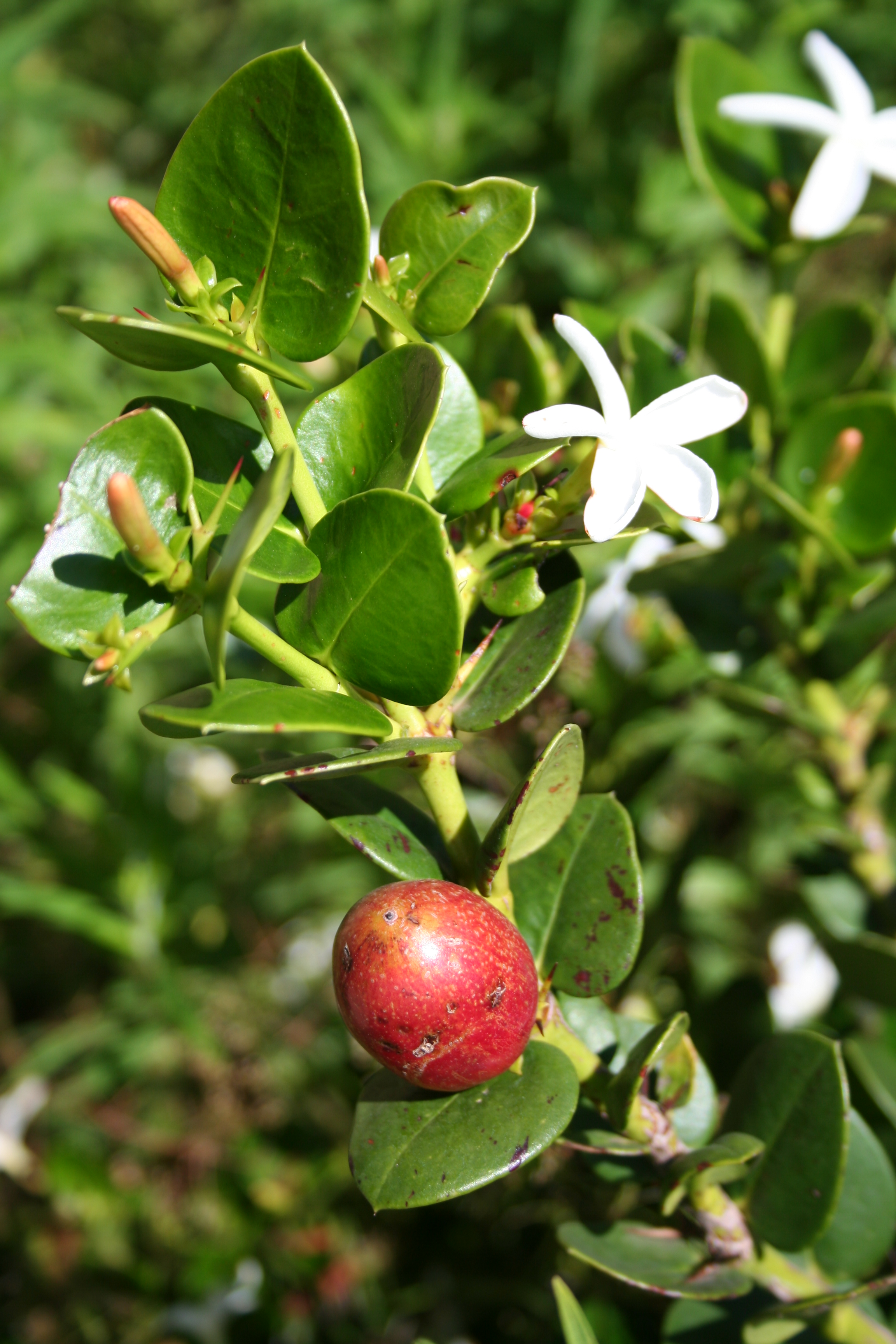
Detalle de la planta

Al fruto que produce se le conoce comúnmente como la "Ciruela" Natal o "Ciruela" Carissa, mientras que en Sudáfrica, el gran num-num; en zulú así como en las tribus bantú de Uganda,  Amathungulu o umThungulu oBomvu;  y en afrikáans, noem-noem.

## Descripción
Es un arbusto de hasta 2 m de alto, con látex blanco y espinas horcadas, bífidas en sus extremos. Hojas opuestas, ovadas, de 1.5–7 cm de largo y 1–4.5 cm de ancho, el ápice espinuloso, base redondeada, coriáceas, nervios secundarios inconspicuos. Inflorescencia fascículo de 1 o 2 flores axilares blancas; lobos del cáliz lineares, de hasta 5 mm de largo; corola hipocrateriforme, tubo 1.2–1.5 cm de largo, los lobos hasta 2 cm de largo, angostos. Frutos subglobosos u ovoides, carnosos, indehiscentes.

## Distribución yhábitat
Se distribuye en Mozambique y Sudáfrica hasta Provincia Oriental del Cabo donde es ampliamente cultivada. Es una especie introducida en Nicaragua y Juchitepec donde es cultivada en áreas secas, mayormente alrededor de Managua; en alturas de 40–200 metros.
Tolera el frío hasta -5 °C, pero las plantas jóvenes necesitan protección a las bajas temperaturas.

## Propiedades
Principios activos: el fruto es rico en ácido ascórbico, calcio, fósforo y magnesio.

## Usos
El fruto inmaduro se usa para hacer mermeladas y madurado se consume fresco y se usa para hacer dulces.

## Taxonomía
Carissa macrocarpa fue descrita por (Eckl.) A.DC. y publicado en Prodromus Systematis Naturalis Regni Vegetabilis 8: 336. 1844.
Sinonimia:
- Arduina macrocarpa Eckl., S. African Quart. J. 1: 372 (1830). basónimo
- Jasminonerium macrocarpum (Eckl.) Kuntze, Revis. Gen. Pl. 2: 414 (1891).
- Carissa carandas Lour., Fl. Cochinch.: 155 (1790), sensu auct.
- Arduina grandiflora E.Mey., Comm. Pl. Afr. Austr.: 190 (1838), nom. illeg.
- Carissa africana A.DC. in A.P.de Candolle, Prodr. 8: 332 (1844).
- Carissa grandiflora (E.Mey.) A.DC. in A.P.de Candolle, Prodr. 8: 335 (1844).
- Jasminonerium africanum (A.DC.) Kuntze, Revis. Gen. Pl. 2: 414 (1891).
- Jasminonerium grandiflorum (E.Mey.) Kuntze, Revis. Gen. Pl. 2: 414 (1891), nom. illeg.
- Carissa praetermissa Kupicha, Kew Bull. 36: 47 (1981).[5]